# La Haye-du-Theil
La Haye-du-Theil ist eine französische Gemeinde mit 324 Einwohnern (Stand 1. Januar 2022) im Département Eure in der Region Normandie (vor 2016 Haute-Normandie). Sie gehört zum Arrondissement Bernay und zum Kanton Grand Bourgtheroulde. Die Einwohner werden Hayais Theillais genannt.

## Geografie
La Haye-du-Theil liegt in Nordfrankreich etwa 27 Kilometer südwestlich von Rouen. Umgeben wird La Haye-du-Theil von den Nachbargemeinden Saint-Pierre-du-Bosguérard im Norden, Tourville-la-Campagne im Osten und Südosten, Saint-Meslin-du-Bosc im Südosten und Süden, Le Bosc du Theil im Süden und Westen sowie Les Monts du Roumois im Westen und Nordwesten.

## Bevölkerungsentwicklung
| Jahr                       | 1962 | 1968 | 1975 | 1982 | 1990 | 1999 | 2006 | 2019 |
| Einwohner                  | 201  | 201  | 194  | 187  | 194  | 250  | 257  | 304  |
| Quellen: Cassini und INSEE |      |      |      |      |      |      |      |      |

## Sehenswürdigkeiten

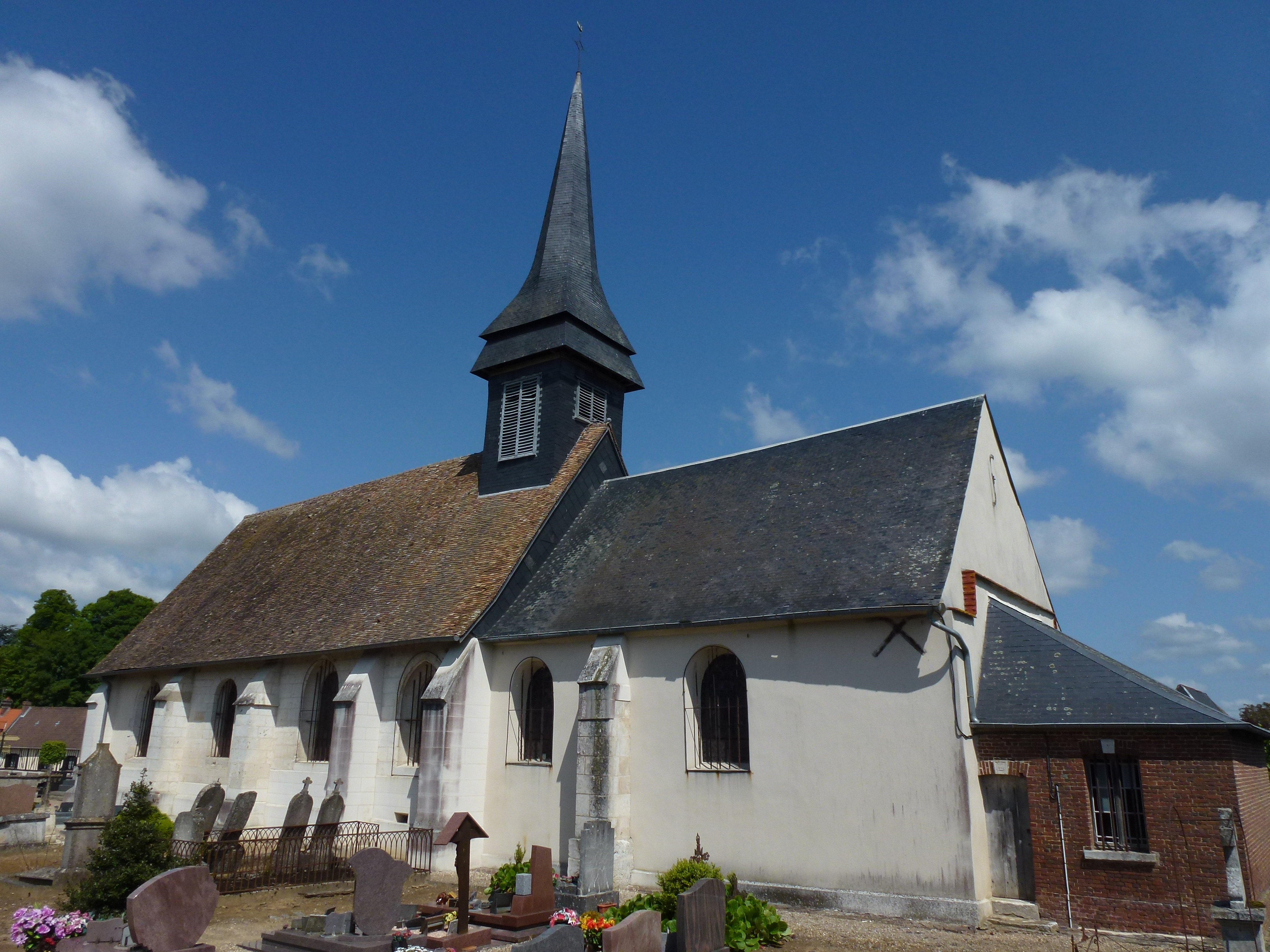
Kirche Saint-Ursin
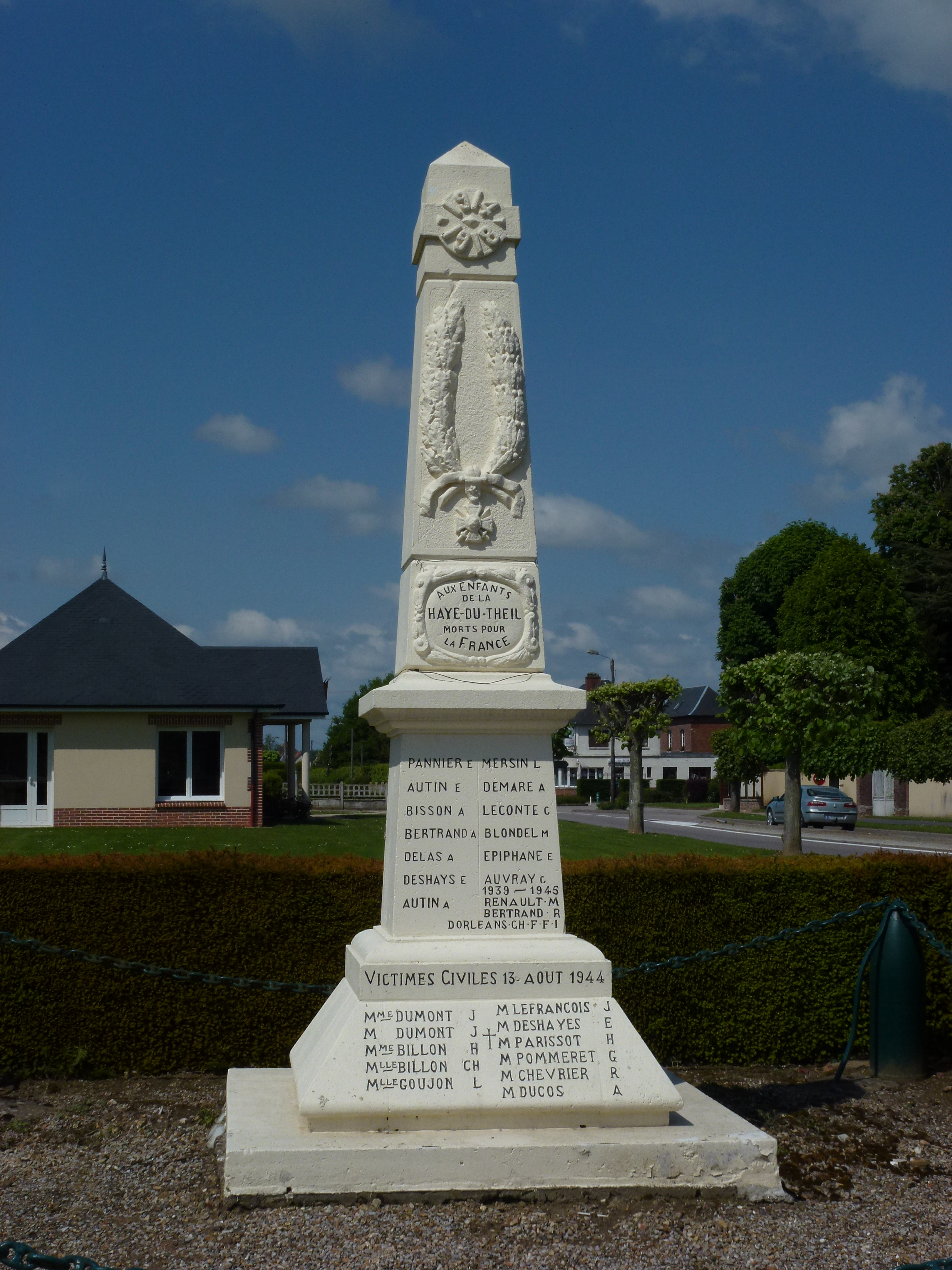
Gefallenendenkmal

- Kirche Saint-Ursin
- Gefallenendenkmal